# Pleuraphodius decellei
Pleuraphodius decellei är en skalbaggsart som beskrevs av Vladimir Balthasar 1966. Pleuraphodius decellei ingår i släktet Pleuraphodius och familjen Aphodiidae. Inga underarter finns listade i Catalogue of Life.